# Albert Cuny
Albert Louis Marie Cuny (16 maggio 1869 – 21 marzo 1947) è stato un linguista francese.
Indoeuropeista, diede fondamentali contributi allo sviluppo della teoria delle laringali.

## Gli studi
Allievo di Antoine Meillet, nel 1905 partecipò alla traduzione in francese - diretta da Robert Gauthiot e dallo stesso Meillet - di Grundriss der vergleichenden Grammatik der indogermanischen Sprachen di Karl Brugmann e Berthold Delbrück, summa della ricostruzione neogrammaticale dell'indoeuropeo.
Nel 1914 propose una decifrazione del Disco di Festo come antico documento egiziano, che interpretò come scrittura sillabica-logografica.
Cuny diede fondamentali contributi alla ricostruzione della fonologia dell'indoeuropeo, in particolare proseguendo le ricerche avviate da Hermann Möller e, in precedenza, da Ferdinand de Saussure sulla teoria delle laringali. Studiò anche le possibili correlazioni filogenetiche tra le lingue indoeuropee e quelle semitiche e l'ipotesi nostratica. Nel

## Opere

### Saggi
- (FR)  Le nombre duel en grec, Parigi, Klincksieck, 1906.
- (FR)  «Notes de phonétique historique: Indo-européen et sémitique», Revue de phonétique, 1914, n. 2, pp. 101–134.
- (FR)  Études prégrammaticales sur le domaine des langues indo-européennes et chamito-sémitiques, Parigi, Société de Linguistique de Paris, 1924.
- (FR)  La catégorie du duel dans les langues indo-européennes et chamito-sémitiques, Bruxelles, Lamertin, 1930.
- (FR)  «Contribution à la phonétique comparée de l'indo-européen et du chamito-sémitique», Bulletin de la société de linguistique, 1937, n. 32, pp. 1–28.
- (FR)  «Chamito-sémitique et indo-européen: histoire des recherches», in Mélanges J. van Ginneken, Parigi, Klincksieck, 1937, pp. 141–147.
- (FR)  Recherches sur le vocalisme, le consonantisme et la formation des racines en « nostratique », ancêtre de l'indo-européen et du chamito-sémitique, Parigi, Adrien-Maisonneuve, 1943.
- (FR)  Invitation à l'étude comparative des langues indo-européennes et des langues chamito-sémitiques, Bordeaux, Bière, 1946.